# Ava (poetessa)
Ava, conosciuta anche come Frau Ava, Ava di Göttweig  o Ava di Melk  (1060 circa – Klein-Wien, 7 febbraio 1127), è stata una poetessa austriaca, la prima donna, di cui sia conosciuto il nome, ad aver scritto componimenti in lingua tedesca.
L'appellativo "Frau", signora, è dovuto a un avvenimento biografico: Ava si trovava in un castello sotto assedio, e riuscì a salvarsi dalla morte grazie al figlio monaco, il quale le portò un abito da suora e la fece fuggire in un monastero, dove, per sottolineare la sua laicità, fu sempre chiamata Frau.

## Biografia
Si sa che Ava era sposata e madre di due figli (Hartmann e Heinrich), probabilmente entrambi sacerdoti, i quali aiutarono la loro madre nella stesura dei poemi religiosi in distici in lingua medio-altotedesca; Ava li ha ricordati entrambi alla fine del suo poema Das Jüngste Gericht ("Il giudizio finale"), quando uno dei due era già morto. La poetessa Ava è identificata di solito con la Ava che, dopo la morte del marito, visse da monaca di clausura presso l'Abbazia di Göttweig, in Bassa Austria, presso Krems, o forse presso l'Abbazia di Melk. La sua morte è ricordata in molti necrologi, fra cui quello di Melk. A Klein-Wien, nei pressi di Göttweig, è visibile ancora oggi una torre, chiamata "Avaturm" (Torre di Ava ), che si crede abbia fatto parte dell'antico monastero. Sembra abbastanza certo che la Chiesa di San Basilio a Klein-Wien sorga sul luogo dove era eretta la piccola cappella in cui è stata accolta Ava.
Dall'analisi dei suoi poemi si inferisce che Ava abbia conosciuto i commentari biblici del venerabile Beda, le opere di Rabano Mauro, quelle di Alcuino di York e il "Libellus de Antichristo" dell'abate Adso. Se gli argomenti dei suoi poemi sono religiosi e con una trama non originale, come molti scrittori medievali Ava ha utilizzato motivi ed episodi che ricorrono spesso nella letteratura popolare, che apparentemente sembrano tratti dalla Bibbia, ma che in realtà non sono presenti nei testi sacri canonici, per es. l'episodio del bue e dell'asino nella mangiatoia. Nei versi di Ava sono pure molto frequenti i riferimenti autobiografici, per esempio l'essere stata madre, che rivelano una commossa partecipazione dell'autrice ai fatti narrati.

## Opere
- "Johannes" ("Giovanni Battista")
- "Leben Jesu" ("Vita di Gesù") con la sezione finale "Die 7 Gaben des Heiligen Geistes" ("I sette doni dello Spirito Santo")
- "Der Antichrist"
- "Das Jüngste Gericht" ("Il giudizio finale")

I poemi *"Leben Jesu", "Der Antichrist" e *"Das Jüngste Gericht" furono scoperti nel 1841 da Joseph Diemer nel monastero di Vorau e sono perciò noti come "i manoscritti di Vorau". Gli ultimi due poemi fanno probabilmente parte del "Leben Jesu"; ma possono benissimo stare separati.